# Alexeï Kouzmitchev
Alexeï Viktorovitch Kouzmitchev ou Kouzmitchiov (en russe : Алексей Викторович Кузьмичёв), né le 15 octobre 1962 à Kirov, en Russie, est un homme d'affaires russe. 
Il est l’un des fondateurs du groupe LetterOne. Il a occupé divers postes au sein du consortium Alfa Group, dont celui de membre du conseil de surveillance d’Alfa Group Consortium. Le magazine Forbes classe Alexeï Kouzmitchev au 138e rang des personnes les plus riches au monde (2013) avec une fortune estimée à 8,8 milliards de dollars. Selon le classement de Bloomberg, Alexeï Kouzmitchev est la 148e personne la plus riche au monde. 

## Biographie

### Formation et débuts
Alexeï Kouzmitchev est né le 15 octobre 1962 à Kirov, en Russie. 
Entre 1980 et 1982, il sert dans l'armée à la frontière soviéto-chinoise en tant qu'opérateur de radio. Il rejoint à cette période le Parti communiste.
En 1983, il s’inscrit à l’Institut de l’acier et des alliages de Moscou où il fait la connaissance de ses futurs partenaires commerciaux, Mikhail Fridman et German Khan. Il en est diplômé en 1988.

### Carrière professionnelle

#### Alfa Group
En 1988, Alexeï Kouzmitchev, Mikhail Fridman, German Khan et Mikhail Alfimov fondent Alfa Photo, spécialisée dans l'importation de produits chimiques pour la photographie. Plus tard, il convainc ses partenaires de se lancer dans l'exportation. C'est ainsi qu'en 1989, Alfa Eco est créée, entreprise devient la base du consortium Alfa Group.  
Alexeï Kouzmitchev possède 18 % des actifs communs du consortium et est membre du conseil d'administration d'Alfa Finance Holdings. Il est chargé de superviser les opérations commerciales internationales du Groupe Alfa. Il est également président de Crown Resources, filiale européenne de négoce de pétrole et de matières premières du groupe Alfa. 
En mars 2013, Alexeï Kouzmitchev vend sa participation dans le groupe énergétique TNK-BP à la société pétrolière publique Rosneft pour 2,5 milliards de dollars. 
Il contrôle indirectement environ 11 % de Veon (anciennement VimpelCom), le sixième opérateur mondial de téléphonie mobile, dans lequel il a investi dès 2001. Il possède également 16,3 % d'Alfa-Bank, la plus grande banque à portefeuille de Russie, et 11 % de X5 Retail Group.

#### Groupe LetterOne
Alexeï Kouzmitchev est l’un des fondateurs du groupe LetterOne. LetterOne Group (LetterOne) est une entreprise d’investissement internationale basée à Luxembourg. Ses investissements sont centrés sur les secteurs des télécommunications, de la technologie et de l’énergie au travers de ses deux principales divisions, L1 Energy et L1 Technology. 
Via LetterOne Holdings, il détient une participation de 2,5 % dans Turkcell, une entreprise de téléphonie mobile.  

### Philanthropie
Svetlana Kouzmitcheva-Ouspenskaïa, épouse d'Alexeï Kouzmitchev, est fondatrice et directrice de Project Perpetual, un groupe qui s'appuie sur les contributions des plus grands artistes contemporains et influenceurs mondiaux pour collecter des fonds et faciliter la défense des enfants en danger. Kouzmitchev fait partie des principaux sponsors du dîner de remise des prix du leadership mondial 2013 aux Nations unies. Le projet est mené en partenariat avec la Fondation des Nations unies. 

### Sanctions internationales en lien avec l'invasion de l'Ukraine par la Russie
Dans le cadre des sanctions contre les oligarques russes du fait de l'invasion de l'Ukraine par la Russie, la France annonce avoir saisi deux yachts (La Petite Ourse, et La Grande Ourse) d'Alexei Kouzmitchev. 

### Corruption
Le lundi 30 octobre 2023, il est placé en garde à vue. L'oligarque est visé par trois enquêtes du parquet national financier dont une pour « blanchiment de fraude fiscale » et une autre pour « violation des sanctions européennes ». Sa villa de Saint-Tropez a également été perquisitionnée.

### Vie privée
Alexeï Kouzmitchev est marié à Svetlana Kouzmitcheva-Ouspenskaïa.
Il achète en 2012 pour 28 millions d'euros l'ancien siège social de Pernod Ricard au 2 bis, rue de Solférino à Paris.